# Cholmy (Kaliningrad, Gwardeisk)
Cholmy (russisch Холмы, deutsch Adlig Popelken) ist ein Ort in der russischen Oblast Kaliningrad. Er gehört zur kommunalen Selbstverwaltungseinheit Stadtkreis Gwardeisk im Rajon Gwardeisk.

## Geographische Lage
Cholmy liegt 15 Kilometer nordwestlich der Stadt Gwardeisk (Tapiau) an der Föderalstraße A229 (auch Europastraße 77, einstige deutsche Reichsstraße 1). Beim Ort besteht ein Abzweig in nördlicher Richtung nach Malinowka (Biothen und Podewitten). Eine Bahnanbindung besteht nicht. Bis 1945 war Podewitten (Malinowka) die nächste Bahnstation an der Tapiau–Possindern (– Königsberg) (russisch: Gwardeisk–Roschtschino (– Kaliningrad)) der Wehlau–Friedländer Kreisbahnen.

## Geschichte
Das Gründungsdatum des bis 1946 Adlig Popelken Gutsdorfes genannten liegt vor 1417. Im Jahre 1874 wurde der Ort in den neu gebildeten Amtsbezirk Kremitten (heute russisch: Losowoje) eingegliedert, der bis 1945 zum Kreis Wehlau im Regierungsbezirk Königsberg der preußischen Provinz Ostpreußen gehörte. Am 1. Dezember 1910 zählte Adlig Popelken 179 Einwohner.
Am 30. September 1928 verlor der Gutsbezirk Adlig Popelken seine Eigenständigkeit und wurde in die Landgemeinde Biothen (heute russisch: Malinowka) eingemeindet. Zwischen dem 22. März 1929 und dem 23. Juli 1929 kam das Dorf zu Heiligenwalde (heute russisch: Uschakowo), um dann doch wieder ab 24. Juli 1929 Biothen zugeordnet zu sein.
1945 kam Adlig Popelken mit dem nördlichen Ostpreußen zur Sowjetunion. 1947 erhielt der Ort die russische Bezeichnung „Cholmy“ und wurde gleichzeitig dem Dorfsowjet Golowenski selski Sowet im Rajon Gwardeisk zugeordnet. 1954 gelangte der Ort in den Borski selski Sowet. Von 2005 bis 2014 gehörte Cholmy zur Landgemeinde Slawinskoje selskoje posselenije und seither zum Stadtkreis Gwardeisk.

## Kirche
Die bis 1945 mehrheitlich evangelische Bevölkerung Adlig Popelkens war in das Kirchspiel der Kirche Kremitten (heute russisch: Losowoje) eingepfarrt. Es gehörte zum Kirchenkreis Wehlau (Snamensk) in der Kirchenprovinz Ostpreußen der Kirche der Altpreußischen Union. Heute liegt Cholmy im Einzugsgebiet der neu entstandenen evangelisch-lutherischen Gemeinde in Gwardeisk (Tapiau), einer Filialgemeinde der Auferstehungskirche in Kaliningrad (Königsberg) in der Propstei Kaliningrad der Evangelisch-lutherischen Kirche Europäisches Russland.